# Bierkartell (Schweiz)
Das Bierkartell war eine Vereinbarung zwischen fast allen Schweizer Brauereien. Es bestand zwischen 1935 und 1991 und erlaubte eine umfassende Marktregulierung. Das Kartell stand unter der Führung des 1877 gegründeten Schweizerischen Bierbrauervereins (seit 2005 Schweizer Brauerei-Verband).

## Erste Schritte in Richtung Kartell
Erste Regulierungen des Marktes erfolgten schon lange vor der Gründung des Kartells. Hintergrund waren der scharfe Konkurrenzkampf, der grosse Finanzbedarf für die Modernisierung der Betriebe und das Brauereisterben.
1903 legte eine Vereinbarung im Kanton Zürich Minimalpreise fest. Lieferungen aus anderen Kantonen zu tieferen Preisen konnten allerdings nicht verhindert werden, so dass die Vereinbarung bald wieder hinfällig wurde. Von 1907 bis 1910 galt ein „Kundenschutzvertrag“, der scharfe Proteste des Wirteverbands gegen die Bevormundung nach sich zog.
1919 präsentierte der Direktor der Winterthurer Haldengut dem Bierbrauerverein die Idee eines gesamtschweizerischen Zusammenschlusses aller Brauereien und einer umfassenden Sanierung der Branche. Ziel wäre es gewesen, nur noch mit einer reduzierten Anzahl Brauereien rationell einheitliche Biere zu produzieren. Aussenseiter hätte man mit der guten Qualität und den tieferen Preisen bekämpfen wollen. Elemente dieses Vorschlags fanden später Eingang in die Konvention von 1935.
1921, in der wirtschaftlich schwierigen Zeit nach dem Ersten Weltkrieg, einigten sich die Brauer mit dem Wirteverband auf einen fünfjährigen Sanierungsvertrag, gleichzeitig wurden seitens der Politik die Importzölle für ausländisches Bier stark angehoben.
Ab 1927 wurde in mehreren Schritten die Bierherstellung steuerlich höher belastet. Die Brauereien drohten 1933 mit der direkten Weitergabe ihrer Belastung, um die Wirte für den politischen Kampf gegen die Abgaben zu gewinnen. Gleichzeitig begannen Verhandlungen zwischen den Brauereien mit dem Ziel, die bisherigen Vereinbarungen mit dem Handel und den Wirten durch eine umfassende neue Konvention zu ersetzen.

## Das Kartell
Die umfassende Konvention, die unter der Leitung des Schweizerischen Bierbrauervereins ausgearbeitet wurde, trat am 1. März 1935 in Kraft. Sie regelte unter anderem die Gebietszuteilung, die Normierung der Produkte (Biersorten, Inhaltsstoffe, Stammwürze, Gebinde, Etiketten usw.), Nebenleistungen an Wirte, die Gross- und Einzelhandelspreise, die Kollektivwerbung und die Einschränkung der Einzelwerbung. Die Vereinbarung legte die Verfahren fest, die für die Gebiets- und Kundenzuteilung, Preisfestsetzung und Streitschlichtung vorgesehen waren. Für die Durchführung der Bestimmungen wurde die Schweiz in zehn Distrikte eingeteilt.
Der Wirteverband erkannte die Konvention zwar nie formell an, nahm sie aber zur Kenntnis und verpflichtete seine Mitglieder, die Vorgaben umzusetzen.

## Rechtlicher Hintergrund
Die Schweizerische Bundesverfassung von 1874 ermöglichte mit ihrem liberal geprägten Artikel 31 über die Handels- und Gewerbefreiheit die Bildung von Kartellen. Ab den 1880er-Jahren entstanden zahlreiche Vereinbarungen in verschiedenen Branchen. Allgemein wurden in der Schweiz Kartelle nicht in erster Linie als Behinderung des freien Marktes betrachtet, sondern als sinnvolle Marktregulierung. Die kartellfreundliche Mentalität der Bevölkerung, der Politik und Wirtschaft sowie der Arbeitnehmervertretungen führte in der Folge zu Gesetzen und Verordnungen, die Kartelle grundsätzlich erlaubten und auch juristisch schützten.

## Auswirkungen in der Brauereibranche
Das Bierkartell und die rechtlichen Rahmenbedingungen sorgten dafür, dass die Brauereien bezüglich ihrer wirtschaftlichen Zukunft von einer hohen Planungssicherheit profitieren konnten. Dabei stand die Besitzstandwahrung und Vermeidung unnötiger Kosten durch den Konkurrenzkampf im Vordergrund, nicht die Entwicklung neuer Produkte oder Absatzmärkte. Es erfolgten keine nennenswerten Exportaktivitäten. Zusammenschlüsse mit ausländischen Brauereien blieben aus. Der inländische Markt wurde durch restriktive Importhürden vor ausländischen Bieren geschützt.
Ausdruck für die weitgehende Normierung der Biere war beispielsweise, dass die Kartellbrauereien bis Anfang der 1980er-Jahre gemeinsam Werbung für „Schweizer Bier“ ohne Nennung von Markennamen platzierten. Bier war auf dem Schweizer Markt ein austauschbares Massenprodukt geworden. Seitens der Kartellmitglieder war das durchaus erwünscht: Gegenüber den Abnehmern konnten Einwände gegen die Lieferantenzuteilung mit dem Argument entkräftet werden, die Produkte aller Marken seien ohnehin normiert und unterschieden sich dadurch kaum.

## Angriffe auf das Kartell
Die rechtliche Situation erschwerte den Angriff auf das Bierkartell, denn Kartellvereinbarungen waren gerichtlich durchsetzbar. Zunächst kam ein Vorstoss von politischer Seite: Im Januar 1958 scheiterte ein Volksbegehren, die sogenannte Kartellverbotsinitiative (offiziell „Missbrauch wirtschaftlicher Macht“), mit 74,1 % Neinstimmen in der Volksabstimmung. Die Bierbrauer argumentierten im Abstimmungskampf, das Bierkartell führe zu niedrigen Kosten und damit zu einem geringen Bierpreis. 1964 trat das Kartellmissbrauchsgesetz in Kraft, das entgegen anfänglichen Befürchtungen der Bierbrauer keine unmittelbaren Auswirkungen auf das Bierkartell zeigte. Spätere Untersuchungen des Bundes kamen zum Schluss, beim Bierkartell sei keine schädigende Wirkung festzustellen. Dabei konnten die Brauer wiederum das Kostenargument ausspielen.
- Die 1960 gegründete Brasserie du Boxer S.A. in Romanel-sur-Lausanne, seit 2012 in Yverdon-les-Bains,[16] trat dem Kartell nicht bei und begann 1962 gleich zu Beginn ihrer Produktionsaufnahme, Bier in der ganzen Schweiz zu vertreiben. Sie tat dies mit einer Flaschengrösse von 50 cl (0,5 Liter), die von der Kartellnorm (60 cl, später 58 cl) abwich, und auch die Merkmale der Biere entsprachen nicht den Kartellvorgaben.[17] Den Wirten war es erlaubt, Bier eines Aussenseiters zu führen, den Händlern wurde hingegen mit der Beendigung der Kundenbeziehung gedroht, falls sie ihr Sortiment in diese Richtung ergänzten.[18]
- 1974 erwarb ein Arzt die Quartiergaststätte Fischerstube in Basel. Er ersuchte die Basler Brauerei Warteck um einen Liefervertrag, erhielt aber den Bescheid, sein Lokal müsse wie schon früher Anker-Bier aus Frenkendorf beziehen. Die Weisung, ein nicht in Basel gebrautes Bier ausschenken zu müssen, ignorierte er und richtete in der Folge die erste Hausbrauerei in der Schweiz ein.[19]
- Die Kronenbrauerei in Herisau (1979 nach einem Brand stillgelegt) und die Brauerei Lupo (heute Ramseier Suisse) in Hochdorf gehörten ebenfalls nicht zum Kartell. Lupo stellte ab 1963 Bier her, ab 1967 vor allem eine Eigenmarke für Denner.[20]
- Ausländische Billigbiere in Einweggebinden setzten dem Kartell ab den 1970er-Jahren zu. Die Schweizer Brauereien widersetzten sich aus Kostengründen lange dem Trend zu Einwegflaschen und Dosen.[21]
- Im November 1988 lancierte der Grossverteiler Coop das «Tell»-Bier, das vorderhand von der Churer Brauerei Calanda sowie in der Brasserie du Boxer hergestellt wird.[22][23]

### Denner im Schlagabtausch mit dem Kartell
Der Discounter Denner legte sich wiederholt mit dem Bierkartell an. Boykotte, Klagen, Gegenklagen, zahlreiche Gerichtsprozesse durch alle Instanzen und ein rauer Ton in der Werbung gehörten zum Schlagabtausch. Zweimal, 1972 und 1982, stellte das höchste Gericht der Schweiz, das Bundesgericht, fest, dass die Liefersperren gegen Denner rechtmässig waren. Im Mai 1986 hob das Bundesgericht jedoch ein Urteil des Handelsgerichts Zürich auf, welche eine weitere Liefersperre gutgeheissen hatte.
Im Herbst 1969 hatte Denner in der Presse angekündigt, er werde künftig in den Discountgeschäften die Flasche Lagerbier zu 50 Rappen verkaufen. Alle Schweizer Brauereien, die dem Bierbrauerverein angehörten, weigerten sich in der Folge, Bestellungen für Lagerbier in Flaschen zu 60 cl auszuführen. Denner kaufte bis zu diesem Zeitpunkt die Flasche Lagerbier 60 cl von seinen Lieferanten Hürlimann und Löwenbräu Zürich zu 46 Rappen netto ein. Den Mindestverkaufspreis legte das Kartell auf 70 Rappen fest. Dem Boykott folgten Prozesse über mehrere Instanzen. Das Bundesgericht entschied am 28. November 1972, der Boykott sei rechtmässig (BGE 98 II 365). Es begründete das Urteil unter anderem damit, eine Preisbindung sei im Interesse der Brauereien wie auch der Konsumenten, da mit einem Mindestpreis jene Händler geschützt würden, die nicht mit einer derart günstigen Kostenstruktur wie ein Discounter arbeiten könnten. Eine grössere Anzahl Verkaufsstellen stelle einen Kundendienst dar, der wegfiele, wenn dem Handel eine zu geringe Marge zugestanden würde. Seitens der Brauer liege kein Marktausschluss vor, sondern eine bedingte Liefersperre, die wegfiele, sofern sich Denner an den Mindestverkaufspreis hielte.
Weiter hielt das Urteil fest, nach den Feststellungen der Schweizerischen Kartellkommission im Bericht über den Biermarkt (VKK 1966) gebe es in der Schweiz neben der Lupo-Brauerei in Hochdorf nur noch zwei Aussenseiter, die Boxer SA in Romanel-sur-Lausanne und die Kronenbrauerei AG in Herisau. Der Marktanteil dieser Aussenseiter-Brauereien betrage 1 %, jener der Importbiere etwas mehr als 1 % des Gesamtausstosses der Mitglieder des Schweizerischen Bierbrauervereins. Das Kartellgesetz sei gegen „volkswirtschaftlich oder sozial schädliche Auswirkungen von Kartellen und ähnlichen Organisationen“ erlassen worden. Es müsse also Kartelle und ähnliche Organisationen grundsätzlich anerkennen und sich darauf beschränken, Missbräuche in der Ausübung kollektiver Wirtschaftsmacht zu bekämpfen.
Ab Herbst 1980 lieferten Kartellmitglieder wieder Markenbier, nachdem sich Denner verpflichtet hatte, den festgesetzten Mindestpreis von damals einem Franken einzuhalten. Mit Wirkung auf 1. November 1981 erhöhte der Bierbrauerverein den sogenannten Interventionspreis auf Fr. 1.10. Denner weigerte sich, dieser Erhöhung zu folgen, und verkaufte die 58-cl-Mehrwegflasche Lagerbier weiterhin zu Fr. 1.00, worauf erneut eine Liefersperre folgte. Denner verlangte, den Boykott als vorsorgliche Massnahme zu widerrufen. Eine staatsrechtliche Beschwerde an das Bundesgericht wurde am 20. Juli 1982 abgewiesen (BGE 108 II 228).
Ab November 1982 folgte eine Reihe von Klagen, Gegenklagen und Prozessen um den Boykott sowie Behauptungen in der Werbung. Am 6. Mai 1986 hob das Bundesgericht ein Urteil des Handelsgerichts des Kantons Zürich vom 16. November 1984 mit Bezug auf die Hauptklage auf und wies die Sache zur neuen Entscheidung an die Vorinstanz zurück (BGE 112 II 268). Der Rechtsstreit endete erst 1993 mit einem Sieg Denners und somit zwei Jahre nach dem Zusammenbruch des Bierkartells.
Mit Zeitungsinseraten warb Denner 1985 für sein kartellfreies Schweizer „Denner-Lager-Bier“ zu 60 Rappen für 50 cl. Die Illustration mit Wilhelm Tell und seinem Sohn trug die Überschrift „Wir wollen frei sein wie unsere Väter waren … und neue Gessler-Vögte bekämpfen …“. Denner behauptete im Text, den Mindestpreis des Bierkartells von Fr. 1.10 für 58 cl zu akzeptieren heisse, den Preis-Vogt zu grüssen, darum „Kampf dem Bierkartell“, denn das Denner-Bier stamme aus einer „kleinen, kartellfreien, schweizerischen Brauerei“. Deren Name (Lupo) ging aus dem Inserat nicht hervor.

## Das Ende
Die Sibra-Holding (Cardinal), ein Mitglied des Kartells, kündigte die Konvention 1988 einseitig, nachdem es schon in den Vorjahren zu Verstössen gegen die Vereinbarungen gekommen war. Sie betrafen unter anderem die Einführung eines neuen Gebindes und die Abwerbung von Kunden. Nach dem Austritt der Grossbrauereien Feldschlösschen und Hürlimann lief die Konvention Ende 1991 aus.

## Nachwirkungen
Das Ende des Kartells, aber schon zuvor die Marktöffnung für ausländische Biere, traf die schweizerischen Brauereien teilweise unvorbereitet. Die Branche war es nicht gewohnt, mit Marketingmassnahmen um ihre Kunden zu kämpfen und neue Produkte zu entwickeln. Mit Ausnahme alkoholfreier Biere gingen nur sehr unbedeutende Mengen in den Export. Bereits zu Zeiten des Kartells war es den Brauereien in gewissem Masse erlaubt, neben ihren eigenen Bieren auch ausländische Spezialitäten zu vertreiben. Schweizer Bier hatte nach den Jahrzehnten der normierten Produkte und der Gemeinschaftswerbung das Image des Gewöhnlichen, so dass die Konsumenten empfänglich waren für neue Angebote. Ausländische Anbieter mit ihren internationalen Marketingkampagnen, neuen Produkten und anderen Gebindegrössen sorgten dafür, dass die Marktanteile der Importbiere im Jahre 1991 bereits 13,7 Prozent betrugen, bis 2012 stiegen sie auf 24 Prozent. Parallel dazu entwickelte sich der Bierkonsum pro Kopf in dieser Zeit rückläufig: von 71 Litern im Jahre 1991 auf 57 Liter im Jahre 2012.

### Weitere Entwicklungen
Die geänderten Marktverhältnisse führten zu zwei gegensätzlichen Entwicklungen: Zu einem Boom bei der Neugründung von Kleinbrauereien, aber auch zu einer Konzentration bei den etablierten ehemaligen Kartellbetrieben. Die Zahl der registrierten Brauereien stieg von 34 im Jahre 1985 auf 483 im Dezember 2014 und 869 im Dezember 2017.
Unter den Mitgliedern des zusammengebrochenen Kartells kam es zu einer Reihe von Zusammenschlüssen und Betriebsstilllegungen, zur Diversifikation in Richtung Spezialbiere, Mineral- und Süsswasser und zur stärkeren Gewichtung des Immobiliengeschäfts.
Beispielhaft für die Fusionen und Stilllegungen ist die Feldschlösschen-Gruppe in Rheinfelden. Sie integrierte ab 1988 die Brauereien Hochdorf (stillgelegt), Warteck in Basel (stillgelegt), Valaisanne in Sion, Cardinal in Fribourg (stillgelegt) und Hürlimann in Zürich (stillgelegt), bis sie ihrerseits im Jahre 2000 von der dänischen Carlsberg übernommen wurde.
Haldengut in Winterthur und Calanda in Chur schlossen sich 1990 zusammen und gingen 1993 an die niederländische Heineken, 2008 kam Eichhof in Luzern dazu. Der alte Standort von Haldengut in Winterthur wurde geschlossen.
Gleichzeitig entwickelten sich in der Schweiz so viele lokale Hausbrauereien, Mikrobrauereien und Craft-Beer-Produzenten wie in keinem anderen Land Europas. Die Brauereidichte in der Schweiz liegt bei 12 Brauereien pro 100.000 Einwohner – viermal so hoch wie in den Nachbarländern und zehnmal so hoch wie zum Ende des Bierkartells 1991.

### Marktführer
Die beiden ausländischen Giganten Carlsberg und Heineken decken mit ihrer Produktion in Schweizer Brauereien etwa 60 Prozent des inländischen Konsums ab, zusammen mit ihren Importbieren etwa 65 Prozent des Marktes.
Die beiden grössten, von einem ausländischen Konzern unabhängigen Schweizer Brauereien sind die zur fenaco gehörende Ramseier Suisse in Hochdorf (ehemals Lupo) sowie Schützengarten in St. Gallen. Ramseier Suisse weist als Produzent von Eigenmarken 45 Millionen Produktionseinheiten (ca. 210'000 Hektoliter) aus (2012), Schützengarten im Braujahr 2011/12 einen Ausstoss von 170'700 Hektolitern. Der Gesamtmarkt im Kalenderjahr 2012 inklusive Importe betrug 4'622'509 Hektoliter, die Exporte in 32 Länder beliefen sich auf knapp 80'000 Hektoliter.